# The BossHoss
I BossHoss sono una band berlinese formatasi nel 2004, all'inizio facendo cover in stile country western di famosi brani pop, rock e hip hop come Hot in Herre di Nelly, Toxic di Britney Spears e Hey Ya! degli Outkast. Nelle loro performance adottano comportamenti tipici dell'immagine stereotipica del cowboy statunitense, indossando il cappello stetson, canottiere, grandi occhiali da sole, bottiglie di whiskey, e urlando il tipico yeehaw. La band identifica il suo stile musicale come "Country Trash Punk Rock".

## Membri del gruppo
- Boss Burns (Alec Völkel) cantante e washboard
- Hoss Power (Sascha Vollmer) cantante e chitarra acustica
- Sir Frank Doe (Ansgar Freyberg) batteria
- Hank Williamson (Malcolm Arison / in precedenza Hank Doodle, Mathias Fauvet) mandolino, washboard e arpa
- Guss Brooks (André Neumann) basso acustico
- Russ T. Rocket (Stefan Buehler / in precedenza Russ T. Nail, Dean Micetich) chitarra elettrica
- Ernesto Escobar de Tijuana (Tobias Fischer) percussioni

## Storia del gruppo

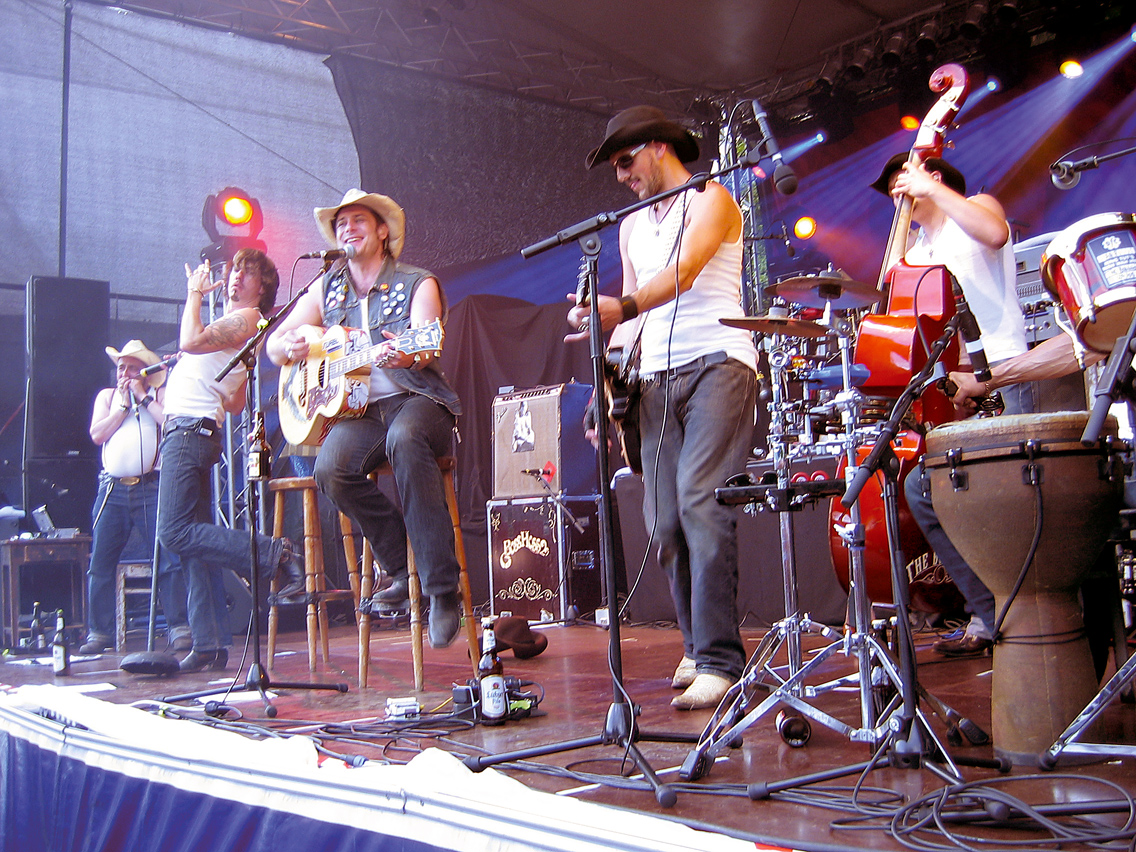
I Boss Hoss in concerto in Germania il 16 giugno 2007

### 2004
Il gruppo si è formato a Berlino da Boss e Hoss e prende il nome dalla omonima canzone dei The Sonics.
Furono ospiti del popolare spettacolo musicale Tracks (trasmesso dal canale franco-tedesco ARTE) e suonarono dal vivo durante la Kiel Week.
Alla fine del 2004 firmarono un contratto con la sezione tedesca della Universal Music.

### 2005
Esce il loro album di debutto, intitolato "Internashville Urban Hymns", e ottengono un contratto di promozione con l'industria di gelati Langnese, per la quale fecero la cover "Like Ice In The Sunshine", usata poi negli spot televisivi dei gelati.
In quell'anno tennero circa 180 concerti. Nello stesso anno adattarono il brano "Ca plane pour moi" dell'artista belga Plastic Bertrand.

### 2006
Scrissero ed eseguirono la colonna sonora del film "FC Venus". 
In seguito esce il loro primo singolo, intitolato "I Say A Little Prayer", il 28 aprile e il loro secondo album, "Rodeo Radio", il 19 maggio. Di questo secondo album solo la metà erano cover, essendo costituita l'altra metà di brani propri. Dopo l'uscita di questo secondo album anche il primo ebbe un aumento di vendite e di ascolti, raggiungendo le 100,000 copie vendute entro la fine di maggio 2006 e divenne disco d'oro in Germania. 
I BossHoss tennero numerosi concerti in Germania e nei festival estivi di tutta Europa.

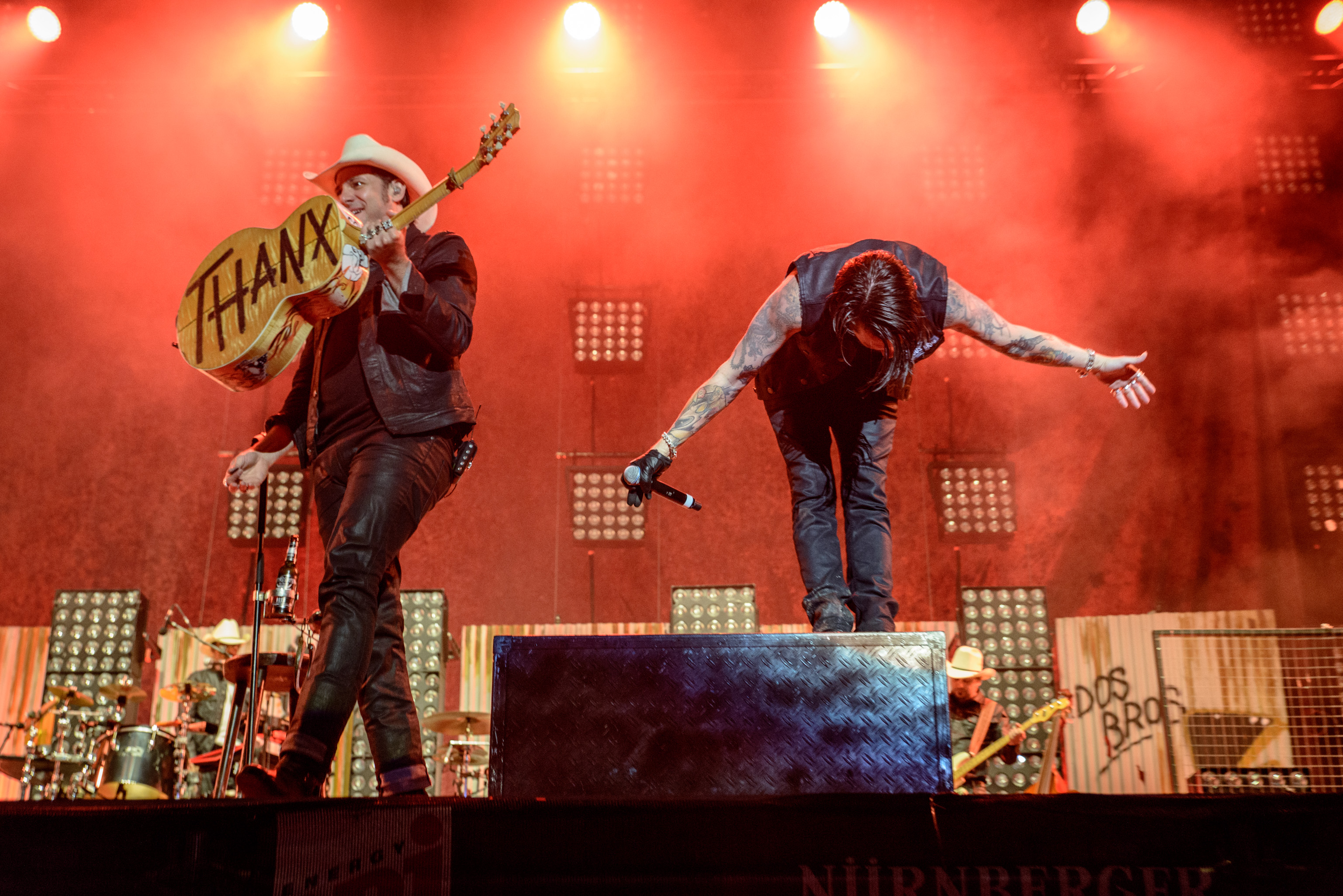
Live @ Rock in Park 2016

## Discografia
Singoli
Hey Ya!
DE: 41 - 05/09/2005 - 9 settimane
Hot In Herre/Like Ice In The Sunshine
DE: 83 - 07/25/2005 - 3 settimane
I Say A Little Prayer/You'll Never Walk Alone
DE: 79 - 05/12/2006 - 9 settimane
Ring Ring Ring
DE: 99 - 09/12/2006 - 1 settimane.
Rodeo Radio
DE: xx - 12/15/2006 - x settimane
Album
Internashville Urban Hymns
DE: 11 - 06/06/2005 - 27 settimane
Rodeo Radio
DE: 06 - 05/25/2006 - 15 settimane
A: 40 - 05/25/2006 - ...

### Albums
- Internashville Urban Hymns (uscito il 6 giugno 2005 )
- Rodeo Radio (uscito il 2 giugno 2006)
- Stallion Battalion (uscito il 9 novembre 2007)
- Stallion Battalion live from Cologne (uscito il 7 marzo 2008 ) (doppio CD più DVD)
- Do or Die (uscito il 3 luglio 2009)
- Low Voltage (uscito il 30 aprile 2010)
- Liberty of action (uscito il 9 dicembre 2011)
- Flames of flame (uscito il 11 ottobre 2013)
- Dos Bros (uscito il 25 settembre 2015)

### Singoli
- Hey Ya! (2005) (OutKast cover)
- Hot In Herre/ Like Ice In The Sunshine  (2005) (doppio lato A con cover di Nelly e la colonna sonora dello spot Langnese)
- Christmas-CD (2005) (Last Christmas (George Michael of Wham) & Riding Home For Christmas)
- I Say a Little Prayer (Bacharach-David)/ You'll never walk alone (Rodgers-Hammerstein) (2006)
- Ring, Ring, Ring (De La Soul cover) (2006)
- Rodeo Radio (2006)

### DVD
- Internashville Urban Hymns, die DVDs (2005) (disponibile solo in Germania)